# Eternal Rest (australische Band)
Eternal Rest ist eine australische Death-Metal-Band aus Toowoomba, die ca. 2009 gegründet wurde. Sie hat ihren Sitz mittlerweile nach Brisbane verlegt.

## Geschichte
Die Band wurde in Toowoomba gegründet, ehe sie ca. 2009, mit der Veröffentlichung der EP Seize of Anubis, ihren Sitz nach Brisbane verlegte. Durch die EP wurde das US-Label Deepsend Records auf die Band aufmerksam. Es folgten Auftritte zusammen mit The Black Dahlia Murder und 2012 die Whiplash-Festival-Tour zusammen mit Sybreed. Im April 2013 erschien über Deepsend Records das Debütalbum Prophetic. Im selben Jahr ging es mit Behemoth und Kataklysm auf Tournee. Der Veröffentlichung folgten außerdem Auftritte zusammen mit Suffocation, Decapitated, Psycroptic, Unearth, The Black Dahlia Murder, Ulcerate, Hour of Penance, Rotten Sound und Warbringer. 2013 spielte die Gruppe zudem in Neuseeland und Japan, neben Origin, Aeon und Mors Principium Est. 2014 ging die Band mit Skeletonwitch auf Tour durch den Südosten Asiens, ehe eine nationale Tour mit Origin und A Million Dead Birds Laughing folgte. Hierbei half Lochlan Watt als Sänger aus. Nach mehreren Besetzungswechseln in den Jahren 2015 und 2016 ging es auf Tour durch Malaysia mit Magrudergrind, Wormrot und Skinned. Auch spielte die Band Auftritte in Australien mit Trivium, Cryptopsy und Enslaved. Ende 2016 unterzeichnete die Band einen Plattenvertrag bei Truth Inc. Records und ging mit Whoretopsy und Condemned auf Europatournee. 2017 erschien das nächste Album A Death in the Darkness.

## Stil
Lior "Steinmetal" Stein von metal-temple.com schrieb in seiner Rezension zu Prophetic, dass hierauf Einflüsse von frühen early Morbid Angel, Deicide, Immolation, Suffocation und neueren Death-Metal-bands wie Psycroptic enthalten sind. Bei der Musik handele es sich um reinen Death Metal ohne Einflüsse aus dem Thrash Metal, wobei sich die Gruppe hauptsächlich an den frühen 1990er Jahren orientiert. In den Songs gebe es Soli, melodisches Tremolo-Picking und gutturalen sowie hohen Gesang. Die Musik sei aggressiv und meist schnell. Liam Frost-Camilleri von overdrive-mag.com ordnete A Death in the Darkness ebenfalls dem Death Metal zu, wobei sich das Songwriting verbessert habe und die Musik nun rabiater sei. Auf dem Album seien immer noch die orientalischen Klänge des Vorgängers verblieben, jedoch klinge die Band nur etwas durch Bands wie Nile beeinflusst als dass man sie diesen vergleichen könne. Die Doublebass-Passagen seien reduziert worden und mache nun Platz für Crescendo-Elemente. Der Gesang passe sei eher typischer für den Hardcore Punk als für den Death Metal.

## Diskografie
- 2009: Seize of Anubis (EP, Eigenveröffentlichung)
- 2013: Prophetic (Album, Deepsend Records)
- 2017: A Death in the Darkness (Album, Truth Inc. Records)